# Durbusch (Rösrath)

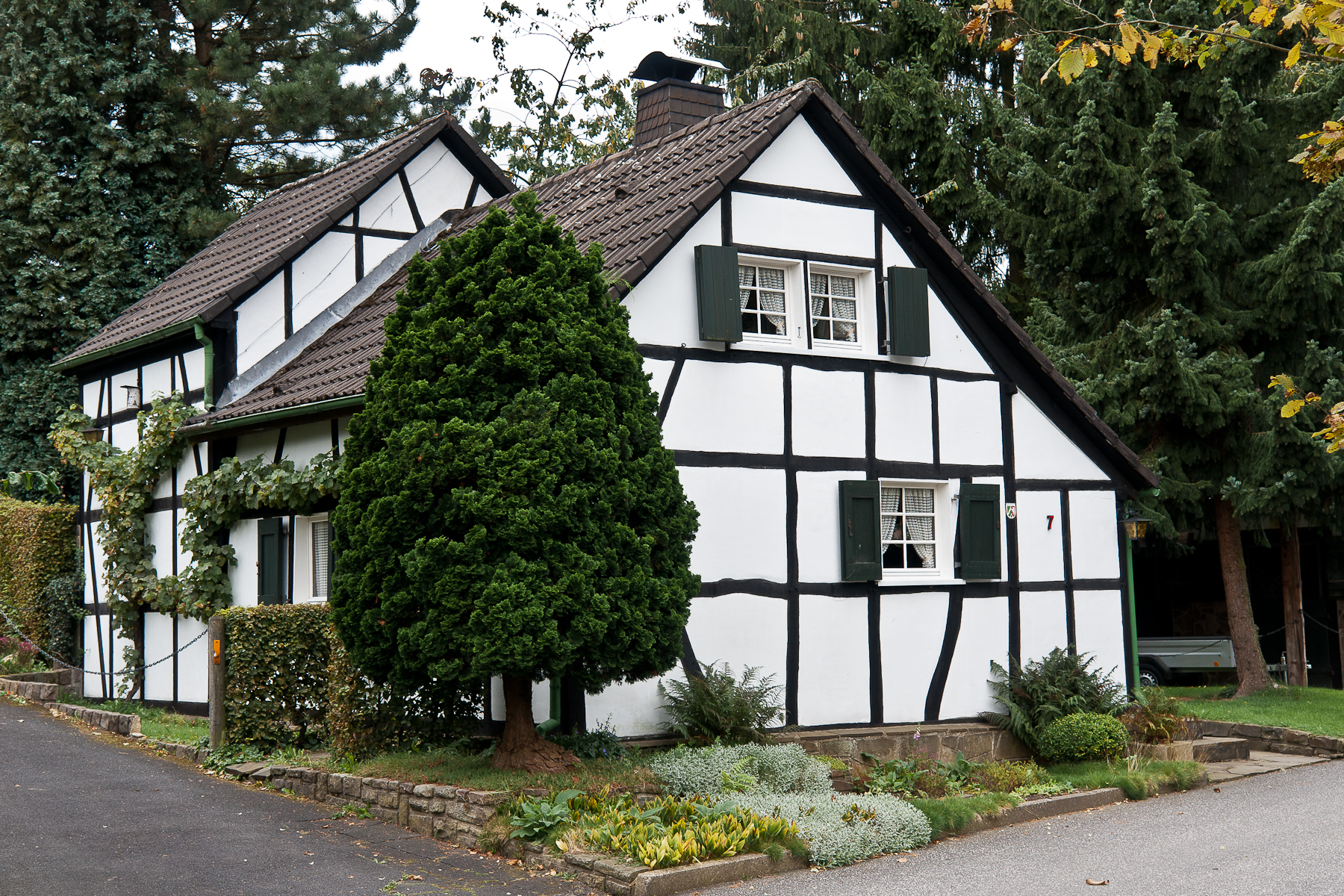
Durbusch 7 – einziges Baudenkmal des Ortsteils

Durbusch ist ein Ortsteil der Stadt Rösrath in der Gemarkung Bleifeld, der westlich der von Nord nach Süd verlaufenden Schlehecker Straße liegt. Der östliche Teil der Ortschaft gehört zu Lohmar.

## Lage
Nordöstlich und südöstlich von Durbusch liegen Dahlhaus und Hoven, zwei Stadtteile von Lohmar im Rhein-Sieg-Kreis. Südlich, westlich und nordwestlich liegen die Rösrather Stadtteile Eigen, Lüderich und Bleifeld.
Mit der Linie 441 ist Durbusch durch den ÖPNV an Hoffnungsthal angeschlossen.

## Wissenswertes
Die Liste der Baudenkmäler in Rösrath zählt mit Durbusch 7 ein denkmalgeschütztes Gebäude auf.
Im Süden kurz vor Eigen liegt auf der Bahnstrecke Köln-Kalk–Overath der Durbuscher Eisenbahntunnel, der Agger- und Sülztal und – als einzige Bahnlinie in Ost-West-Richtung – die Kreise Rhein-Berg, Rhein-Sieg und Oberberg miteinander verbindet. Der Bau des Tunnels, an dem auch Spezialisten aus Italien und Kroatien beteiligt waren und der von der Hoffnungsthaler Industriellenfamilie Reusch finanziert wurde, erfolgte ab dem Jahr 1906. Im Herbst 1909 gelang der Durchbruch. Im Mai 2017 wurde der Tunnel vom Geschichtsverein Rösrath gemeinsam mit der Stadt Rösrath zum „Denkmal des Monats“ ausgerufen. Im Jahr 1907 kam es durch drei kroatische Tunnelbauer zu einem Dreifachmord an einem Durbuscher Gastwirt und seiner Familie, der für die Täter die Todesstrafe nach sich zog.
Mit der Durbuscher Garde von 1993 ist in Durbusch ein Karnevalsverein aktiv.